# Eois bifilata
Eois bifilata är en fjärilsart som beskrevs av W. Warren 1895. Eois bifilata ingår i släktet Eois och familjen mätare. Inga underarter finns listade i Catalogue of Life.